# Dmitrij Łoginow
Dmitrij Aleksiejewicz Łoginow (ros. Дмитрий Алексеевич Логинов; ur. 2 lutego 2000) – rosyjski snowboardzista, trzykrotny mistrz świata, ośmiokrotny mistrz świata juniorów.

## Kariera
Po raz pierwszy na arenie międzynarodowej pojawił się 15 października 2015 roku w Landgraaf, gdzie w zawodach Pucharu Europy zajął 33. miejsce w slalomie równoległym (PSL). W 2016 roku wystartował na mistrzostwach świata juniorów w Rogli, zwyciężając w tej konkurencji, a w gigancie równoległym (PGS) został zdyskwalifikowany. Podczas rozgrywanych rok później mistrzostw świata juniorów w Klínovcu w obu tych konkurencjach zdobywał srebrne medale.
W zawodach Pucharu Świata zadebiutował 15 grudnia 2016 roku w Carezza, zajmując 49. miejsce w gigancie równoległym. Pierwsze pucharowe punkty wywalczył 3 lutego 2017 roku w Bansku, gdzie zajął 29. miejsce w PGS. Na podium zawodów tego cyklu po raz pierwszy stanął 16 grudnia 2017 roku w Cortina d’Ampezzo, kończąc rywalizację w PSL na trzeciej pozycji. W zawodach tych wyprzedzili go jedynie dwaj Włosi: Rolanda Fischnallera i Edwin Coratti. W 2017 roku wystąpił także na mistrzostwach świata w Sierra Nevada, gdzie zajął dziewiąte miejsce w PGS i 39. miejsce w PSL. Na rozgrywanych rok później igrzyskach olimpijskich w Pjongczangu zajął 32. miejsce w PGS. We wrześniu 2018 roku zdobył 2 złote medale podczas mistrzostw świata juniorów w Cardronie, wygrywając zarówno PGS jak i PSL. W lutym 2019 roku, na mistrzostwach świata w Park City wywalczył dwa złote medale w PGS oraz PSL. W kwietniu 2019 roku, podczas mistrzostw świata juniorów w Rogli zdobył złoty medal w PGS. Na tej samej imprezie, wraz z Anastasiją Kuroczkiną zdobył złoty medal w drużynowym slalomie równoległym (PRT). Zdobywając czwarte i piąte złoto w mistrzostwach świata juniorów podczas zawodów w Rogli, zrównał się ze Szwajcarką Julie Zogg, pod względem złotych medali, jako najbardziej utytułowany snowboardzista tych zawodów. Pod względem liczby wszystkich zdobytych medali podczas czempionatu juniorów wysunął się na drugie miejsce, gdzie ustępuje również Zogg, która ma 1 srebro więcej. Rok później podczas mistrzostw świata juniorów w Lachtal do swojego dorobku dołożył kolejne trzy złote medale za zwycięstwo w PSL, PGS oraz PRT, tym samym ostatecznie wyprzedzając Szwajcarkę zarówno w klasyfikacji zdobytych złotych medali oraz wszystkich medali łącznie.
W marcu 2021 roku podczas mistrzostw świata w Rogli wywalczył kolejny złoty medal w PGS oraz brązowy w PSL.

## Osiągnięcia

### Igrzyska olimpijskie
| Miejsce | Dzień     | Rok  | Miejscowość | Konkurencja       | Zwycięzca       |
| ------- | --------- | ---- | ----------- | ----------------- | --------------- |
| 32.     | 24 lutego | 2018 | Pjongczang  | Gigant równoległy | Nevin Galmarini |

### Mistrzostwa świata
| Miejsce | Dzień    | Rok  | Miejscowość   | Konkurencja       | Zwycięzca          |
| ------- | -------- | ---- | ------------- | ----------------- | ------------------ |
| 39.     | 15 marca | 2017 | Sierra Nevada | Slalom równoległy | Andreas Prommegger |
| 9.      | 16 marca | 2017 | Sierra Nevada | Gigant równoległy | Andreas Prommegger |
| 1.      | 4 lutego | 2019 | Park City     | Gigant równoległy | –                  |
| 1.      | 5 lutego | 2019 | Park City     | Slalom równoległy | –                  |
| 1.      | 1 marca  | 2021 | Rogla         | Gigant równoległy | –                  |
| 3.      | 2 marca  | 2021 | Rogla         | Slalom równoległy | Benjamin Karl      |

### Puchar Świata

#### Miejsca w klasyfikacji generalnej PAR
- sezon 2016/2017: 40.
- sezon 2017/2018: 15.
- sezon 2018/2019: 4.
- sezon 2019/2020: 3.
- sezon 2020/2021: 3.
- sezon 2021/2022:

#### Miejsca na podium w zawodach
1. Cortina d’Ampezzo – 16 grudnia 2017 (slalom równoległy) – 3. miejsce
2. Bad Gastein – 12 stycznia 2018 (slalom równoległy) – 1. miejsce
3. Secret Garden – 24 lutego 2019 (slalom równoległy) – 2. miejsce
4. Scuol – 9 marca 2019 (gigant równoległy) – 2. miejsce
5. Pjongczang – 22 lutego 2020 (gigant równoległy) – 2. miejsce
6. Blue Mountain – 1 marca 2020 (gigant równoległy) – 1. miejsce
7. Bad Gastein – 12 stycznia 2021 (slalom równoległy) – 2. miejsce
8. Bannoje – 6 lutego 2021 (gigant równoległy) – 1. miejsce
9. Bannoje – 7 lutego 2021 (slalom równoległy) – 1. miejsce
10. Carezza – 16 grudnia 2021 (gigant równoległy) – 2. miejsce